# Eleições presidenciais no Azerbaijão em 2013
As eleições presidenciais azeris de 2013 foram realizadas em 9 de outubro. Um total de 10 candidatos participaram na corrida pela presidência do Azerbaijão. Ilham Aliyev venceu com 84,5% dos votos e o candidato da oposição Jamil Hasanli ganhou 5,5% dos votos. A participação eleitoral foi de pouco mais de 72%.

## Contexto
Todas as eleições anteriores no Azerbaijão observadas pela Organização para a Segurança e Cooperação na Europa (OSCE) não cumpriam as normas internacionais.
Em 2009, foi feita uma emenda à Constituição do Azerbaijão, que aboliu o limite de dois mandatos presidenciais consecutivos e permitiu que Aliyev, que já havia servido por dois mandatos, concorresse à presidência por um número ilimitado de vezes. A emenda constitucional foi condenada pela Comissão de Veneza do Conselho da Europa, que afirmou que "a abolição dos limites existentes impedindo a reeleição ilimitada de um Presidente é um retrocesso, em termos de conquistas democráticas". Com base na emenda em 2013, Ilham Aliyev concorreu à presidência pela terceira vez.
Após sua visita ao Azerbaijão, o presidente da Assembleia Parlamentar do Conselho da Europa, Jean-Claude Mignon, pediu às autoridades que respeitassem plenamente suas obrigações.
No entanto, no geral, nas eleições de 2013, a Comissão Central de Eleições (CCE) demonstrou eficiência nos preparativos administrativos para as eleições e observou os prazos legais.

## Resultados
| Candidato                              | Partido                                       | Votos     | %      |
| -------------------------------------- | --------------------------------------------- | --------- | ------ |
| Ilham Aliyev                           | Partido Novo Azerbaijão                       | 3,126,113 | 84.54  |
| Jamil Hasanli                          | Conselho Nacional das Forças Democráticas     | 204,642   | 5.53   |
| Igbal Aghazade                         | Partido da Esperança                          | 88,723    | 2.40   |
| Gudrat Hasanguliyev                    | Partido da Frente Popular do Azerbaijão       | 73,702    | 1.99   |
| Zahid Oruj                             | Independente                                  | 53,839    | 1.46   |
| Ilyas Ismayılov                        | Partido da Justiça                            | 39,722    | 1.07   |
| Araz Alizade                           | Partido Social-Democrata do Azerbaijão        | 32,069    | 0.87   |
| Faraj Guliyev                          | Partido do Movimento Nacional de Reavivamento | 31,926    | 0.86   |
| Hafiz Hajiyev                          | Partido da Igualdade Moderna                  | 24,461    | 0.66   |
| Sardar Mammadov                        | Partido Democrático do Azerbaijão             | 22,773    | 0.62   |
| Total                                  | Total                                         | 3,697,970 | 100.00 |
|                                        |                                               |           |        |
| Votos válidos                          | Votos válidos                                 | 3,697,970 | 99.02  |
| Votos inválidos ou em branco           | Votos inválidos ou em branco                  | 36,622    | 0.98   |
| Total de votos                         | Total de votos                                | 3,734,592 | 100.00 |
| Eleitores registrados e comparecimento | Eleitores registrados e comparecimento        | 5,214,787 | 71.62  |
| Fonte: CEC                             |                                               |           |        |